# Алайя, Аззедин
Аззеди́н Ала́йя (араб. عز الدين عليّة‎‎ ; 26 февраля 1935, Тунис — 18 ноября 2017, Париж) — французский модельер и дизайнер обуви, особенно успешный в 1980-х годах.

## Биография
Алайя родился в Тунисе (Тунис) 26 февраля 1935 года в семье фермеров, выращивающих пшеницу. Любовь к высокой моде у него появилась благодаря сестре-близнецу и подруге матери — француженке, познакомившей его с журналом Vogue. 
Алайя учился в школе изящных искусств в Тунисе, где он начал заниматься скульптурой; чтобы начать обучение, он солгал о своём возрасте.
После окончания учёбы Алайя стал работать помощником портного. Вскоре он стал одевать частных клиентов. В 1957 году он переехал в Париж, где устроился на работу в качестве портного в дом моды Кристиана Диора. Ему пришлось уехать через пять дней из-за начала Алжирской войны. Вскоре он перешел работать на Ги Лароша на два сезона, затем работал для Тьерри Мюглера. В конце 1970-х годов он открыл своё первое ателье в маленькой квартире на Рю-де-Белешасс. В этом крошечном ателье на протяжении почти 20 лет в частном порядке одевались члены высшего общества от Мари-Элен де Ротшильд до Луизы де Вильморен (которая стала его близкой подругой) и Греты Гарбо, которая приходила инкогнито.
Он выпустил свою первую коллекцию прет-а-порте в 1980 году и переехал в более просторное помещение на Рю-дю-Парк-Рояль в район Марэ. Алайя был признан лучшим дизайнером года французским Министерством культуры в 1984 году. На запоминающемся событии ямайская певица Грейс Джонс вынесла его на руках на сцену.
Его карьера взлетела, когда два самых влиятельных модных редактора того времени, Мелка Тринтон из Depeche Mode и Николь Красса из французского журнала Elle, стали писать о нём в своих передовицах.
В 1980 году дизайнер интерьеров Андреа Путман шла по Мэдисон-Авеню в одном из первых кожаных пальто Алайя. Она была остановлена Бергдорфом Гудманом — байером, который спросил её, во что она одета, с этого начался поворот в карьере Алайя, который привел к продаже его творений в Нью-Йорке и Беверли-Хиллз. К 1988 году он открыл собственные бутики в этих двух городах и в Париже. Его соблазнительные облегающие платья имели огромный успех, и он был назван в средствах массовой информации 'королём облегающего силуэта'. Его клиентками стали многие знаменитости и модницы: Грейс Джонс (носит несколько его творений в «Вид на убийство»), Тина Тернер, Ракель Уэлч, Мадонна, Джанет Джексон, Бриджит Нильсен, Наоми Кэмпбелл, Стефани Сеймур, Татьяна Сорокко, Шакира, Франка Соццани, Изабель Обен, Карин Ройтфельд, Карла Соццани.
В середине 1990-х годов, после смерти своей сестры, Алайя практически исчез из моды, однако он продолжил обслуживание частных клиентов и имел коммерческий успех с готовой одеждой. Он представил свою коллекцию в собственном пространстве, в самом сердце Марэ, где создал творческую мастерскую, бутик и шоурум под одной крышей.
В 1996 году он участвовал в Biennale della Moda во Флоренции, где наряду с картинами давнего друга Джулиана Шнабеля представил выдающееся платье, созданное для мероприятия.
Он подписал соглашение о партнерстве с Prada в 2000 году. Работа с Прада стала началом эпохи его возрождения, а в июле 2007 года он выкупил свой дом и название брэнда.
Однако Алайя все-таки отказался от маркетинг-управляемой логики люксовых конгломератов, продолжая концентрироваться на одежде, а не «сумках». Алайя почитается за свою независимость и страсть к сдержанной роскоши. Екатерина Лардер, бывший главный редактор французского Мари Клэр в 1980-х годах, которая также помогла старту карьеры Жана-Поля Готье, заявила в интервью Crowd Magazine: «мода умерла. Дизайнеры в наше время ничего не создают. Реальные деньги дизайнеров в духах, парфюмерии и сумках. Это все имидж. Алайя остается королем. Он достаточно умен, чтобы не волноваться о том, что люди говорят о нём. Он проводит модные показы, только когда ему есть что показать. Даже когда Прада владела им, он оставался свободным и делал то, что он хотел сделать.»
18 ноября 2017 года было объявлено, что Алайя умер в Париже. Ему было 82 года.
Редактор Vogue Эдвард Эннинфул заявил, что «Аззедин Алайя был настоящим провидцем, и замечательным человеком. Его будет очень не хватать всем, кто знал и любил его, а также женщинам всего мира, которые носили его одежду.»

## Творчество

### Работа в театре
- 2016 — «Фреска», балет Анжелена Прельжокажа.

## Признание
В 1998 году Алайя был удостоен персональной выставки в Музее Гронинген в Нидерландах, в 2000 году она прошла в музее Гуггенхайма в Нью-Йорке. В 2008 году он стал кавалером ордена Почётного легиона.

## Клиентура
В США одежда марки «Азеддин Алайя» доступна в магазине Barneys New York, обувь продается в Bergdorf Goodman.
Карин Ройтфельд, надевшая в феврале 2007 на Неделю моды одно из его пальто, по заявлению «Нью-Йорк Таймс», была единственной женщиной осенью 2007 года «выглядящей как из будущего». Алайя — любимый модельер Виктории Бекхэм, в 2007 году она надевала его наряды на две церемонии премии «Оскар».
Марион Котийяр надела платье Алайя для фотосессии для французского выпуска Elle в мае 2005 года. В июне 2009 года она носила чёрное платье Алайя для фотосессии Madame Figaro. В марте 2010 года, она была в чёрном платье Алайи для фотосессии для Jalouse magazine. 27 ноября 2012 года, она надела чёрно-белое плиссированное платье Алайи во время ланча, посвященного фильму Ржавчина и кость в ресторане Ruhlmann в Нью-Йорке.
Мишель Обама являлась постоянной клиенткой Алайя. Первая леди Франции Карла Бруни надевала жакет от Алайи в ходе государственного визита в Испанию в 2009 году.
В 1993 году Мадонна упомянула его в своем видео «Плохая девочка». Одежду от Алайи носили Леди Гага, Бейонсе, Ники Минаж, Виктория Бекхэм, Ким Кардашьян, Гвинет Пэлтроу, Соланж Ноулз, Наоми Кэмпбелл, Бехати Принслу. Рианна надевала его наряд в 2013 году на церемонию премии «Грэмми».